# راسيل سميث (موسيقي)
راسيل سميث (بالإنجليزية: Russell Smith)‏ هو موسيقي أمريكي، ولد في 1890 في ريبلي في الولايات المتحدة، وتوفي في 27 مارس 1966 في لوس أنجلوس في الولايات المتحدة.

## وصلات خارجية
- راسيل سميث على موقع ميوزك برينز (الإنجليزية)
- راسيل سميث على موقع أول ميوزيك (الإنجليزية)
- راسيل سميث على موقع ديسكوغز (الإنجليزية)